# Supercoppa di Germania 2012 (pallacanestro)
La Supercoppa di Germania 2012 (ufficialmente BBL Champions Cup 2012) è stata la 7ª edizione della Supercoppa di Germania.
La partita è stata disputata il 30 settembre 2012 presso la Brose Arena di Bamberga tra il Bamberger, campione di Germania 2011-12 e vincitore della BBL-Pokal 2012 e il Ulma, finalista di BBL-Pokal.

## Finale
| Bamberga 30 settembre 2012, ore 17:05 UTC+2 | Bamberger  | 102 – 98 (d.t.s.) (20-12, 43-37, 63-62, 85-85) referto                                                                               | Ulma | Brose Arena (6.400 spett.) |
| \| \| \| \| \| Nachbar 26 \| Punti \| 27 Bryant \| \| Gipson 6 \| Assist \| 5 Jeter \| \| Ford 9 \| Rimbalzi \| 10 Bryant \| \| 5 Goldsberry• 7 Nachbar• 23 Jacobsen• 25 Gavel• 33 Zirbes 4 Gipson• 9 Tadda• 10 Richter• 14 Neumann• 15 Ford \| Formazioni \| 6 Günther• 10 Theis• 14 Ray• 25 Esterkamp• 54 Bryant 8 Gausa• 9 Jonke• 20 Heberlein• 32 Watts• 33 Schwethelem• 34 Jeter• 34 Nankivil \| \| Chris Fleming \| Allenatori \| Thorsten Leibenath \| |            | |      |                            |
| |            | |      |                            |
| Nachbar 26 | Punti      | 27 Bryant |      |                            |
| Gipson 6 | Assist     | 5 Jeter |      |                            |
| Ford 9 | Rimbalzi   | 10 Bryant |      |                            |
| 5 Goldsberry• 7 Nachbar• 23 Jacobsen• 25 Gavel• 33 Zirbes 4 Gipson• 9 Tadda• 10 Richter• 14 Neumann• 15 Ford | Formazioni | 6 Günther• 10 Theis• 14 Ray• 25 Esterkamp• 54 Bryant 8 Gausa• 9 Jonke• 20 Heberlein• 32 Watts• 33 Schwethelem• 34 Jeter• 34 Nankivil |      |                            |
| Chris Fleming | Allenatori | Thorsten Leibenath |      |                            |